# Ala Lompolo, Lappland
Ala Lompolo är en sjö i Kiruna kommun i Lappland som ingår i Torneälvens huvudavrinningsområde. Sjön ligger strax söder om Kiruna tätort i närheten av bostadsdelen Lombolo strand. Sjön har en area på 0,24 kvadratkilometer och ligger 491,2 meter över havet. Sjön avvattnas av vattendraget Luossajoki.
Sjön är Norrbottens läns mest förgiftade sjö och en av Sveriges mest förorenade sjöar. Försvarsmakten och LKAB dumpade granater respektive kvicksilver under 1950-talet.

## Ekologi

### Djurliv
Det biologiska livet i Ala Lombolo är marginellt och begränsat på grund av sjöns kraftiga föroreningar och dess periodvis syrefria förhållanden. Livet på bottnen av sjön domineras av fjädermygglarver, men det finns även ärtmusslor och vattenkvalster.
Fisken verkar sedan länge vara borta. I början på 1990-talet genomfördes ett provfiske av sjön för att undersöka hur fisksamhället mådde, men ingen fisk fångades trots upprepade försök. Tidigare simmade bland annat stora öringar och rödingar i vattnen. Småfisk, troligen småspigg, finns däremot kvar både i sjön och i Luossajoki.
Fågelfaunan är mångartad, till skillnad från ovanstående. Många fåglar häckar och rastar i det grunda vattnet, bland annat änder, svarthakedopping, vigg, sals- och småskrake samt skrattmås.

### Växtliv
Även Ala Lombolos över- och undervattensvegetation är minimal och begränsad till sjöns grundare delar. I den sydvästra delen av sjön är utbredningen som störst. Runt sjön hittas främst vide, starr och skogar av fjällbjörk.

## Miljöproblem

### Föroreningar
Det var i början på 1990-talet, i samband med LKAB:s undersökningar inför tömningen av södra Luossajärvi, som man först upptäckte lombolosjöarnas kristillstånd. Fisken var borta och sjön innehöll stora mängder miljögifter.
Bottensedimenten innehåller höga halter av diverse tungmetaller, särskilt kvicksilver; drygt 230 kilo ligger på botten och sjön har tagit stor skada av detta. Utöver kvicksilver beräknas sedimenten innehålla 10 ton zink, 3 ton koppar, 1,6 ton bly, 1 ton molybden och 33 kg kadmium. Det är inte helt klart varifrån kvicksilvret kommer, men LKAB:s användning av kvicksilversalter vid malmanalyser förr, är en möjlig orsak. Därtill tillkommer 17 000 instabila granater, som Försvarsmakten efter ett regeringsbeslut 1954 sänkte ner i sjön, och höga halter av PCB.
De extrema föroreningarna i Ala Lombolo har lett till att bland annat fjädermyggorna har utvecklat tydligt missbildade mundelar.

### Åtgärdsmöjligheter
Sanering av Ala Lombolo är aktuellt eftersom sjön har källflöde till Torne älv, vilket påverkar hela vattensystemet nerströms. Förhöjda halter av kvicksilver i bland annat gädda har observerats redan i början på 1990-talet i Jukkasjärvi.

## Delavrinningsområde
Ala Lompolo ingår i delavrinningsområde (753293-168585) som SMHI kallar för Utloppet av Ala Lompolo. Medelhöjden är 556 meter över havet och ytan är 3,78 kvadratkilometer. Räknas de 4 avrinningsområdena uppströms in blir den ackumulerade arean 21,92 kvadratkilometer. Luossajoki som avvattnar avrinningsområdet har biflödesordning 2, vilket innebär att vattnet flödar genom totalt 2 vattendrag innan det når havet efter 386 kilometer. Avrinningsområdet består mestadels av skog (39 %) och öppen mark (39 %). Avrinningsområdet har 0,22 kvadratkilometer vattenytor vilket ger det en sjöprocent på 7,3 %. Bebyggelsen i området täcker en yta av 0,39 kvadratkilometer eller 13 % av avrinningsområdet.